# 20 лучших игроков в истории женской НБА
20 лучших игроков в истории женской НБА (англ. WNBA Top 20@20) — символическая сборная двадцатой годовщины женской НБА. ВНБА была учреждена 22 апреля 1996 года, поэтому по случаю двадцатилетия ассоциации сезон 2016 года считался юбилейным. На этом основании ВНБА методом голосования среди болельщиков, средств массовой информации, тренеров и самих баскетболисток решила выбрать лучших игроков двадцатилетия лиги. Для этого на официальном сайте ВНБА через месяц после начала регулярного чемпионата, 16 июня, был провозглашён список из шестидесяти номинанток. Эта символическая сборная включала в себя двадцать лучших и наиболее влиятельных игроков первых двадцати лет ВНБА, среди дарований которых учитывались принцип соблюдения спортивного фейр-плей, служение общественности, лидерские качества и вклад в развитие женского баскетбола. В эту сборную могли быть включены только игроки, выступавшие в ВНБА (минимум два сезона). Кроме этого игроки должны были соответствовать хотя бы трём из семи критериев отбора: чемпион ВНБА, главные индивидуальные награды ВНБА, включение в сборную всех звёзд, всех звёзд защиты или на матч всех звёзд ВНБА, в текущем рейтинге входит в тридцать лучших хотя бы одного из пяти главных статистических показателей, а также включение в сборную десятилетия или 15 лучших игроков в истории женской НБА. Официальные результаты голосования ассоциация обнародовала уже через пять дней после его начала, 21 июня 2016 года.
Шестнадцать из двадцати победителей в составе национальной сборной США выигрывали золотые медали Олимпийских игр, восемнадцать баскетболисток выигрывали чемпионские титулы, а трое из них, Синтия Купер, Тина Томпсон и Шерил Свупс, выиграли четыре чемпионата подряд с «Хьюстон Кометс» (1997—2000), а из двадцати лауреатов, только Синтия Купер, закончив свою профессиональную карьеру в 2000 году, чтобы стать главным тренером клуба «Финикс Меркури», впоследствии возобновила её, проведя четыре встречи в течение сезона 2003 года, после чего, наконец, окончательно повесила бутсы на гвоздь. После официального объявления о завершении спортивной карьеры, то есть перестав быть действующими игроками, Свупс, Томпсон и Лиза Лесли (из «Лос-Анджелес Спаркс») оставались последними игроками, выбранными в первом раунде дебютного драфта женской НБА и принимали участие в каждом из первых десяти сезонов ВНБА. На момент голосования Джексон и Лесли входили в состав десяти игроков, которые всю свою профессиональную карьеру провели в одной команде женской НБА. Всего лишь одна баскетболистка, Дон Стэйли, включённая и в сборную десятилетия и в число 15 лучших игроков, не попала в данный список, а Деанна Нолан стала единственным его членом, давно завершившим карьеру в ВНБА, но до сих пор продолжающим выступления в альтернативных лигах.

## Легенда к списку
| ^ | Помечены игроки, выступающие в женской НБА по сей день |
| * | Избраны в Зал славы баскетбола                         |

## Участники голосования

### 20 лучших игроков
| Игрок             | Фото | Поз. | Команды | Колледж        | Медали[a]                                                  | Титулы[a]        | Награды[a] | ASG WNBA[a]                       | 10 лучших                               | 15 лучших            |
| ----------------- | ---- | ---- | --- | -------------- | ---------------------------------------------------------- | ---------------- | --- | --------------------------------- | --------------------------------------- | -------------------- |
| Сью Бёрд*         |      | З    | Сиэтл Шторм (2002—2022) | Коннектикут    | 2004 (золото) 2008 (золото) 2012 (золото) 2016 (золото)    | 2004, 2010       | KPSA (2011) All-WNBA (8 включений)                                                                                          | 2002—2007, 2009—2011, 2014, 2015  | Да                                      | Да                   |
| Иоланда Гриффит*  |      | Ц    | Сакраменто Монархс (1999—2007) Сиэтл Шторм (2008) Индиана Фивер (2009)                                                       | FAU            | 2000 (золото) 2004 (золото)                                | 2005             | MVP (1999) MVP финала (2005) MVP ASG (2004) DPOY (1999) All-WNBA (5 включений)                                              | 1999—2001, 2003—2007              | Да                                      | Да                   |
| Лорен Джексон*    |      | Ц    | Сиэтл Шторм (2001—2012) | AIS            | 2000 (серебро) 2004 (серебро) 2008 (серебро) 2012 (бронза) | 2004, 2010       | MVP (2003, 2007, 2010) MVP финала (2010) DPOY (2007) All-WNBA (8 включений)                                                 | 2001—2003, 2005—2007, 2009—2010   | Да                                      | Да                   |
| Синтия Купер*     |      | З    | Хьюстон Кометс (1997—2000, 2003)                                                                                             | USC            | 1988 (золото) 1992 (бронза)                                | 1997—2000        | MVP (1997, 1998) MVP финала (1997—2000) All-WNBA (4 включения)                                                              | 1999, 2000, 2003                  | Да                                      | Да                   |
| Тамика Кэтчингс*  |      | Ф    | Индиана Фивер (2002—2016) | Теннесси       | 2004 (золото) 2008 (золото) 2012 (золото) 2016 (золото)    | 2012             | MVP (2011) MVP финала (2012) DPOY (2005, 2006, 2009, 2010, 2012) ROY (2002) KPSA (2010, 2013, 2016) All-WNBA (12 включений) | 2002—2007, 2009—2011, 2013—2015   | Да                                      | Да                   |
| Свин Кэш*         |      | Ф    | Детройт Шок (2002—2007) Сиэтл Шторм (2008—2011) Чикаго Скай (2012—2013) Атланта Дрим (2014) Нью-Йорк Либерти (2014—2016)     | Коннектикут    | 2004 (золото) 2012 (золото)                                | 2003, 2006, 2010 | MVP ASG (2009, 2011) KPSA (2013) All-WNBA (2 включения)                                                                     | 2003—2005, 2009—2011              | Номинант                                | Номинант             |
| Лиза Лесли*       |      | Ц    | Лос-Анджелес Спаркс (1997—2009)                                                                                              | USC            | 1996 (золото) 2000 (золото) 2004 (золото) 2008 (золото)    | 2001, 2002       | MVP (2001, 2004, 2006) MVP финала (2001, 2002) MVP ASG (1999, 2001, 2002) DPOY (2004, 2008) All-WNBA (12 включений)         | 1999—2006, 2009                   | Да                                      | Да                   |
| Майя Мур*         |      | Ф    | Миннесота Линкс (2011—2018)                                                                                                  | Коннектикут    | 2012 (золото) 2016 (золото)                                | 2011, 2013, 2015 | MVP (2014) MVP финала (2013) MVP ASG (2015) ROY (2011) All-WNBA (4 включения)                                               | 2011, 2013—2015                   | Ещё не играла                           | Только начала играть |
| / Деанна Нолан    |      | З    | Детройт Шок (2001—2009) | Джорджия       | —                                                          | 2003, 2006, 2008 | MVP финала (2006) All-WNBA (5 включений)                                                                                    | 2003—2007                         | Номинант                                | Номинант             |
| Сеймон Огастус*   |      | Ф    | Миннесота Линкс (2006—2019) Лос-Анджелес Спаркс (2020)                                                                       | Луизиана Стэйт | 2008 (золото) 2012 (золото) 2016 (золото)                  | 2011, 2013, 2015 | MVP финала (2011) ROY (2006) All-WNBA (6 включений)                                                                         | 2006—2007, 2011, 2013—2015        | Только начала играть                    | Номинант             |
| Кэндис Паркер     |      | Ф    | Лос-Анджелес Спаркс (2008—2020) Чикаго Скай (2021—2022) Лас-Вегас Эйсес (2023)                                               | Теннесси       | 2008 (золото) 2012 (золото)                                | 2016             | MVP (2008, 2013) MVP финала (2016) MVP ASG (2013) ROY (2008) All-WNBA (6 включений)                                         | 2011, 2013, 2014                  | Ещё не играла                           | Номинант             |
| Тиша Пенишейру    |      | З    | Сакраменто Монархс (1998—2009) Лос-Анджелес Спаркс (2010—2011) Чикаго Скай (2012)                                            | Олд Доминион   | —                                                          | 2005             | All-WNBA (3 включения) | 1999—2002                         | Вошла в число пяти достойных упоминания | Да                   |
| Кэппи Пондекстер  |      | З    | Финикс Меркури (2006—2009) Нью-Йорк Либерти (2010—2014) Чикаго Скай (2015—2017) Лос-Анджелес Спаркс (2018)                   | Ратгерс        | 2008 (золото)                                              | 2007, 2009       | MVP финала (2007) All-WNBA (4 включения)                                                                                    | 2006, 2007, 2009—2011, 2013—2015  | Только начала играть                    | Да                   |
| Шерил Свупс*      |      | Ф    | Хьюстон Кометс (1997—2007) Сиэтл Шторм (2008) Талса Шок (2011)                                                               | Техас Тек      | 1996 (золото) 2000 (золото) 2004 (золото)                  | 1997—2000        | MVP (2000, 2002, 2005) MVP ASG (2005) DPOY (2000, 2002, 2003) All-WNBA (7 включений)                                        | 1999, 2000, 2002—2006             | Да                                      | Да                   |
| Кэти Смит*        |      | Ф    | Миннесота Линкс (1999—2005) Детройт Шок (2006—2009) Вашингтон Мистикс (2010) Сиэтл Шторм (2011—2012) Нью-Йорк Либерти (2013) | Огайо Стэйт    | 2000 (золото) 2004 (золото) 2008 (золото)                  | 2006, 2008       | MVP финала (2008) All-WNBA (4 включения)                                                                                    | 2000—2006, 2009                   | Да                                      | Да                   |
| Дайана Таурази    |      | З    | Финикс Меркури (2004—2024)                                                                                                   | Коннектикут    | 2004 (золото) 2008 (золото) 2012 (золото) 2016 (золото)    | 2007, 2009, 2014 | MVP (2009) MVP финала (2009, 2014) ROY (2004) All-WNBA (10 включений)                                                       | 2004—2007, 2009—2011, 2013, 2014  | Вошла в число пяти достойных упоминания | Да                   |
| Тина Томпсон*     |      | Ф    | Хьюстон Кометс (1997—2008) Лос-Анджелес Спаркс (2009—2011) Сиэтл Шторм (2012—2013)                                           | USC            | 2004 (золото) 2008 (золото)                                | 1997—2000        | MVP ASG (2000) All-WNBA (8 включений)                                                                                       | 1999—2004, 2006—2007, 2009, 2013  | Да                                      | Да                   |
| Тереза Уизерспун* |      | З    | Нью-Йорк Либерти (1997—2003) Лос-Анджелес Спаркс (2004)                                                                      | Луизиана Тек   | 1988 (золото) 1992 (бронза)                                | —                | DPOY (1997—1998) All-WNBA (4 включения)                                                                                     | 1999—2003                         | Вошла в число пяти достойных упоминания | Да                   |
| Линдсей Уэйлен*   |      | З    | Коннектикут Сан (2004—2009) Миннесота Линкс (2010—2018)                                                                      | Миннесота      | 2012 (золото) 2016 (золото)                                | 2011, 2013, 2015 | All-WNBA (5 включений) | 2004, 2006, 2010, 2011, 2013—2015 | Нет                                     | Нет                  |
| / Бекки Хэммон*   |      | З    | Нью-Йорк Либерти (1999—2006) Сан-Антонио Силвер Старз (2007—2014)                                                            | Колорадо Стэйт | 2008 (бронза)                                              | —                | KPSA (2014) All-WNBA (4 включения)                                                                                          | 2003—2007, 2009—2011              | Номинант                                | Да                   |

### Другие претенденты
16 июня 2016 года, через месяц после начала регулярного чемпионата очередного сезона, женская НБА представила общественности список из шестидесяти лучших баскетболисток, претендентов в сборную двадцатилетия. В этом подразделе указаны те сорок конкурсанток, которые были номинированы, однако не были выбраны в предыдущий список:
| - Жанет Аркейн[f] - Алана Бирд[b] - Рути Болтон[d] - Деванна Боннер[b] - Ребекка Брансон[b] - Дженнифер Гиллом[f] - Бриттни Грайнер[b] - Елена Делле Донн[b] - Эрика де Соуза[b] - Вики Джонсон[f] | - Шэннон Джонсон[e] - Скайлар Диггинс[b] - Тамека Диксон[f] - Кэти Дуглас[g] - Марго Дыдек - Кэндис Дюпри[b] - Бетти Леннокс - Кара Лоусон - Кристал Лэнгхорн[b] - Мвади Мабика[f] | - Энджел Маккатри[b] - Тадж Макуильямс[e] - Делиша Милтон[e] - Ннека Огвумике[b] - Венди Палмер - Николь Пауэлл - Пленетт Пирсон[b] - Рут Райли - Даниэлла Робинсон[b] - Никеша Сейлс[e] | - Танжела Смит[g] - Дон Стэйли[c] - Пенни Тейлор[b], [g] - Никки Тисли - Натали Уильямс[e] - Сильвия Фаулз[b] - Шерил Форд[g] - Чамик Холдскло[d] - Тина Чарльз[b] - София Янг |  |

- a  Завоёванные Олимпийские медали, чемпионские титулы, награды и матчи всех звёзд, в которых игроки принимали участие, указаны на момент завершения сезона 2016 года.
- b  На момент объявления результатов голосования баскетболистка ещё продолжала свою профессиональную игровую карьеру.
- c  Были включены как в сборную десятилетия, так и в число 15 лучших игроков в истории женской НБА.
- d  Вошли в число пяти игроков, достойных упоминания, во время голосования в сборную десятилетия, а также были номинированы в число 15 лучших игроков.
- e  Были номинированы и в сборную десятилетия, и в 15 лучших.
- f  Были номинированы в сборную десятилетия.
- g  Были номинированы в 15 лучших.

## Другие юбилейные сборные
Помимо 20 лучших игроков в истории ВНБА 13 июля 2006 года, на следующий день после проведения матча всех звёзд, лига также посредством голосования выбрала сборную десятилетия ассоциации. Помимо десяти лучших игроков ВНБА также представила список из пяти баскетболисток, которые своими выступлениями получили право быть достойными упоминания. В их число вошли Тиша Пенишейру, Дайана Таурази, Тереза Уизерспун, Рути Болтон и Чамик Холдскло.
23 июля 2011 года, во время большого перерыва матча всех звёзд, ассоциация опять же путём голосования выбрала 15 лучших игроков в истории женской НБА. В эту сборную были включены три из пяти баскетболисток, которые в сборной десятилетия были указаны, как достойные упоминания, Тиша Пенишейру, Дайана Таурази и Тереза Уизерспун, а на место двух оставшихся игроков, Рути Болтон и Чамик Холдскло, в число 15 лучших были включены Кэппи Пондекстер и Бекки Хэммон. Однако у этих двух символических сборных есть одна отличительная особенность от списка 20 лучших игроков, их членов выбирали всего лишь из тридцати претенденток, а не из шестидесяти.

## Комментарии
- Почти все баскетболистки, члены 20 лучших игроков в истории ВНБА, становились олимпийскими чемпионами в составе национальной сборной США, исключением являются: Лорен Джексон, выигравшая три серебряные и одну бронзовую медали в составе сборной Австралии, Бекки Хэммон, завоевавшая одну бронзу в составе сборной России, Тиша Пенишейру, выступавшая за сборную Португалии, которая никогда не играла на Олимпийских играх, а также Деанна Нолан, которая вместе с Хэммон имела двойное (российско-американское) гражданство. В 2008 году оспаривали единственное вакантное место для иностранных баскетболисток в составе национальной сборной России, которое в итоге досталось Хэммон.
- Первый матч всех звезд женской НБА состоялся в 1999 году, и вплоть до 2003 года эти матчи проводились ежегодно. Препоной этому стал матч всех звёзд женской НБА 2004 года, который стал первым альтернативным матчем всех звёзд женской НБА и получил название «The Game at Radio City» по месту своего проведения в Радио-сити-мьюзик-холле, театрально-концертном зале Нью-Йорка. В 2010 году состоялся уже второй альтернативный матч всех звёзд ВНБА, который назывался «Stars at the Sun» опять же по месту своего проведения на «Мохеган Сан Арене», домашней площадке команды «Коннектикут Сан». И хотя эти игры не считаются матчами всех звёзд, их статус постоянно оспаривается, в первую очередь по причине сборных, которые принимали участие в этих встречах. До 2003 года в матчах всех звёзд соревновались сборные Востока и Запада, а в альтернативных матчах принимали участие национальная сборная США и обобщённая сборная женской НБА, составленная из игроков обеих конференций. Но как бы то ни было «The Game at Radio City» и «Stars at the Sun» считаются лишь альтернативными матчами всех звёзд женской НБА.
- Баскетболистки, которые по итогам голосования были выбраны в стартовый состав сборной Востока или Запада на тот или иной матч всех звёзд ВНБА, однако не смогли сыграть в нём из-за травмы, тем не менее считаются игроками стартового состава. Таким же образом игроки, которые были выбраны в резервный состав команд матча всех звёзд по тем же результатам голосования, а также те, которые заняли места травмированных игроков, в равной мере считаются резервистами.